# Herb Łańcuta
Herb Łańcuta – jeden z symboli miasta Łańcut w postaci herbu. Projekt herbu opracował prof. T. E. Modelski.

## Wygląd i symbolika
Herb przedstawia w polu czerwonym świętego Michała Archanioła w szacie srebrnej, ze złotym nimbem, przebijającego złotą włócznią paszczę czarnego smoka, który leży na plecach, skulony w odruchu obronnym.